# Sony Ericsson K510
K510 es un teléfono móvil fabricado por Sony Ericsson. Las características generales del modelo son, una pantalla TFT LCD de 262.144 colores (en una resolución de 128x160 píxeles), 28 megabytes de memoria compartida, una cámara de 1.3 megapixels, lector de RSS, capacidad de gráficos 3D, altavoz, reproductor MP3 y AAC, grabación y reproducción de vídeo 3GP, Bluetooth y un puerto de comunicaciones infrarrojo (IrDA). Este teléfono no ganó mucho éxito en el mercado debido a su limitada memoria de 28MB sin ranura de expansión, sin embargo, se hizo conocido por ser económico teniendo en cuenta sus capacidades, superiores a las de otros móviles (de la competencia o no) de similar valor.

## Variantes
- K510i - 900/1800/1900 MHz para todo el mundo
- K510c - 900/1800/1900 MHz para China
- K510a - 850/1800/1900 MHz para América

## Características

### Imagen

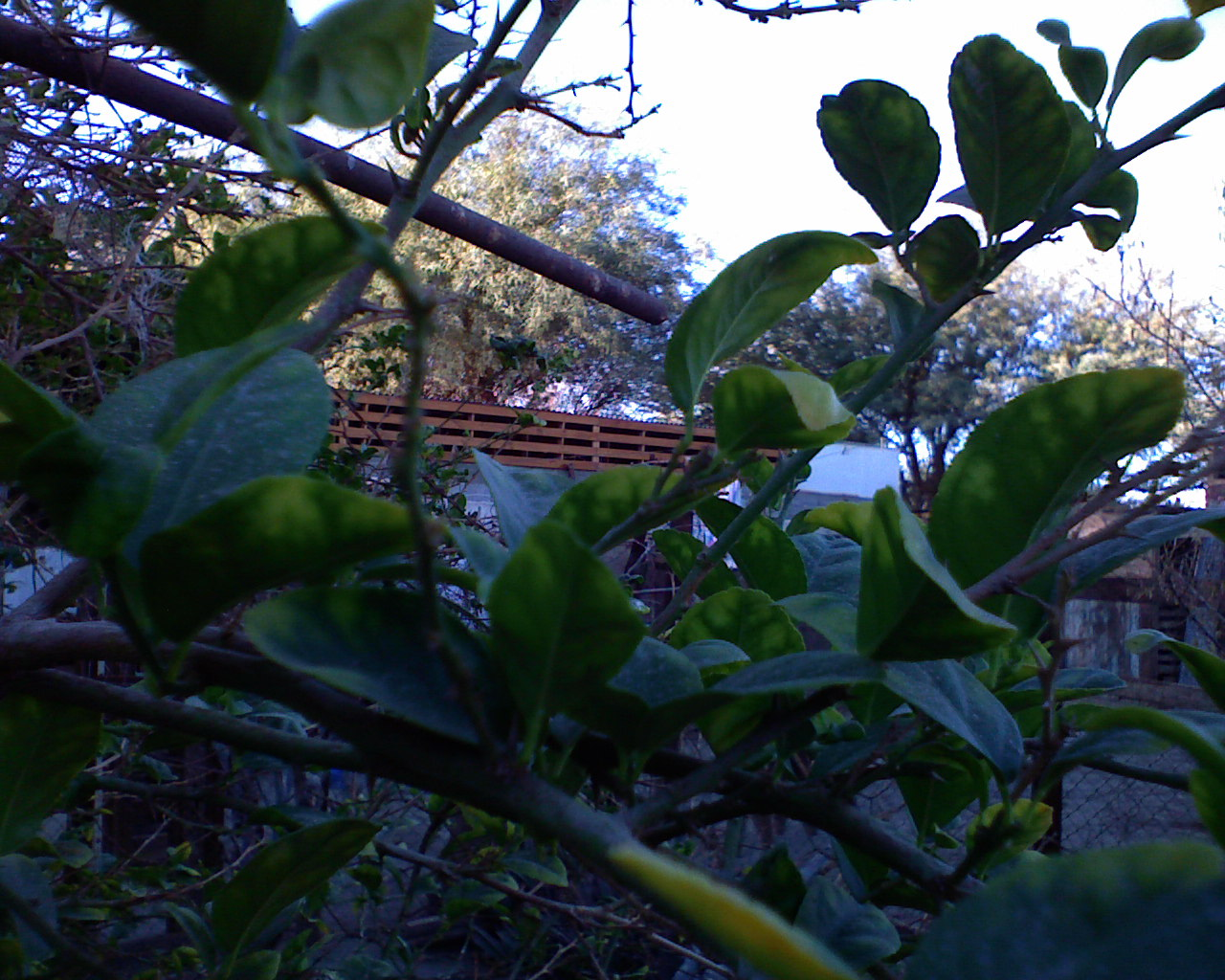
Foto tomada con K510

El teléfono incorpora una cámara de 1.3 megapixels, la cual puede tomar imágenes en tres resoluciones diferentes -- grande (1280*1024), mediano (640*480), y pequeño (160*120). Hay varios modos de captura disponibles a través del software del teléfono -- "panorama" y "burst" -- siendo los más notables "panorama" and "burst" --, los cuales permiten muchas formas creativas de utilizar la cámara.
El software del teléfono también tiene zoom digital permitiendo ampliar el tamaño de las imágenes hasta 2x para tamaño medio (640*480) y 4x para tamaño pequeño (160*120). El usuario puede elegir también entre la calidad de imagen "Normal" y "Alta calidad". Las imágenes resultantes se comprimen en formato JPEG.
Otras funciones del software son:
- Efectos de color Blanco y negro, Negativo, Sepia e Intenso
- Modo nocturno, en el que la imagen es digitalmente mejorada en condiciones de poca iluminación
- Temporizador, para tomar fotos tras un retardo preestablecido

La cámara también puede ser utilizada junto con el micrófono del teléfono para grabar vídeos (en formato 3GP), con una resolución de, bien 176x144 o bien 128x96 píxeles. Los efectos de color listados arriba y el modo nocturno también pueden utilizarse durante la grabación de vídeo.

### Mensajería
- SMS
- MMS
- Texto predictivo T9
- Correo electrónico
- Grabadora de sonido
- LMS

### Entretenimiento
- Juegos 3D Java
- Reproductor multimedia
- Music tones (MP3/AAC)
- Music DJ™
- Photo DJ™
- Video DJ™
- PlayNow™
- Carcasas Style-Up™

### Internet
- Navegador Web NetFront™
- Módem
- RSS

### Conectividad
- Bluetooth
- IrDA
- GPRS
- Soporte USB

### Almacenamiento
- 28 MB de memoria interna, pero puede variar de acuerdo a las diferentes operadora de donde adquirió el celular

### Dimensiones
- 101 mm x 44 mm x 17 mm

### Peso
- 82 g

### Pantalla
- 262.144 Colores en pantalla TFT LCD
- 128x160 píxeles

### Colores
- Negro medianoche
- Púrpura